# ثانغام ديبونير
ثانغام إليزابيث ريتشل ديبونير (ولدت تحت اسم سينغ؛ في الثالث من أغسطس من عام 1966) هي سياسية تابعة لحزب العمال البريطاني تشغل منصب أمينة ظل الدولة للإسكان منذ عام 2020. انتُخبت عضوًا في البرلمان (إم بّي) عن دائرة غرب بريستول في الانتخابات العامة لعام 2015، وقتما هزمت شاغل المنصب عضو البرلمان التابع لحزب الديمقراطيين الليبراليين ستيفن وليامز. بعد انتخابها بفترة وجيزة، شُخصت إصابة ديبونير بسرطان الثدي، ولم تشارك في أي تصويت برلماني من يونيو من عام 2015 حتى مارس من عام 2016.
في يناير من عام 2016، عُينت وزيرة الظل للثقافة والفنون حتى استقالتها في 27 يونيو من عام 2016 (والكثير غيرها) بسبب قلة الثقة في رئيس حزب العمال، جيريمي كوربين. أعادت الانضمام إلى فريق كبار المسؤولين خاصته بصفة حامل السوط في أكتوبر من ذلك العام، ثم تسلمت منصب وزيرة ظل خروج بريطانيا من الاتحاد الأوروبي في يناير من عام 2020.

## نشأتها وتعليمها
وُلدت ديبونير في بيتربرة في الثالث من أغسطس من عام 1966 لأبٍ من أصول عائلية هندية وتاميلية سريلانكية وأم إنجليزية. تلقت تعليمها في مدرستين خاصتين، هما مدرسة القواعد برادفوت للبنات ومدرسة تشيثام للموسيقى. ثم أنجزت المرحلة الأولى من شهادة الرياضيات في جامعة أكسفورد بينما كانت تتمرن لتصبح عازفة فيولونسيل في الكلية الملكية للموسيقى. في أعقاب ذلك، حصلت على شهادة ماجستير العلوم في الإدارة، والتنمية، والمسؤولية الاجتماعية من جامعة بريستول.

## بداية حياتها المهنية
قبل أن تصبح عضوًا في البرلمان، قدمت عروض أداء كعازفة فيولونسيل كلاسيكية محترفة، واشتمل ذلك على عروض قدمتها مع أوركسترا ليفربول الملكية. شغلت منصب مسؤولة شؤون حماية الطفل في اتحاد إعانة المرأة، وهو العمل الذي انتقلت لأجله إلى سان ويربيرغ في بريستول عام 1991، ثم أصبحت مسؤولة اعتماد، ومديرة جمع تبرعات، ثم مديرة بحث وطني لمنظمة ريسبكت، وهي منظمة مناهضة للعنف الأسري.
شاركت في تأليف كتابين، وعدد من الأوراق البحثية حول العنف الأسري.[بحاجة لمصدر] في عام 2004، اشتركت ديبونير ووالتون (إلى جانب إيميلي ديبونير) في كتابة تقرير لوزارة العدل والمساواة الأيرلندية، بعنوان تقييم العمل مع مرتكبي أعمال العنف الأسري في أيرلندا.